# Totoya Hokkei

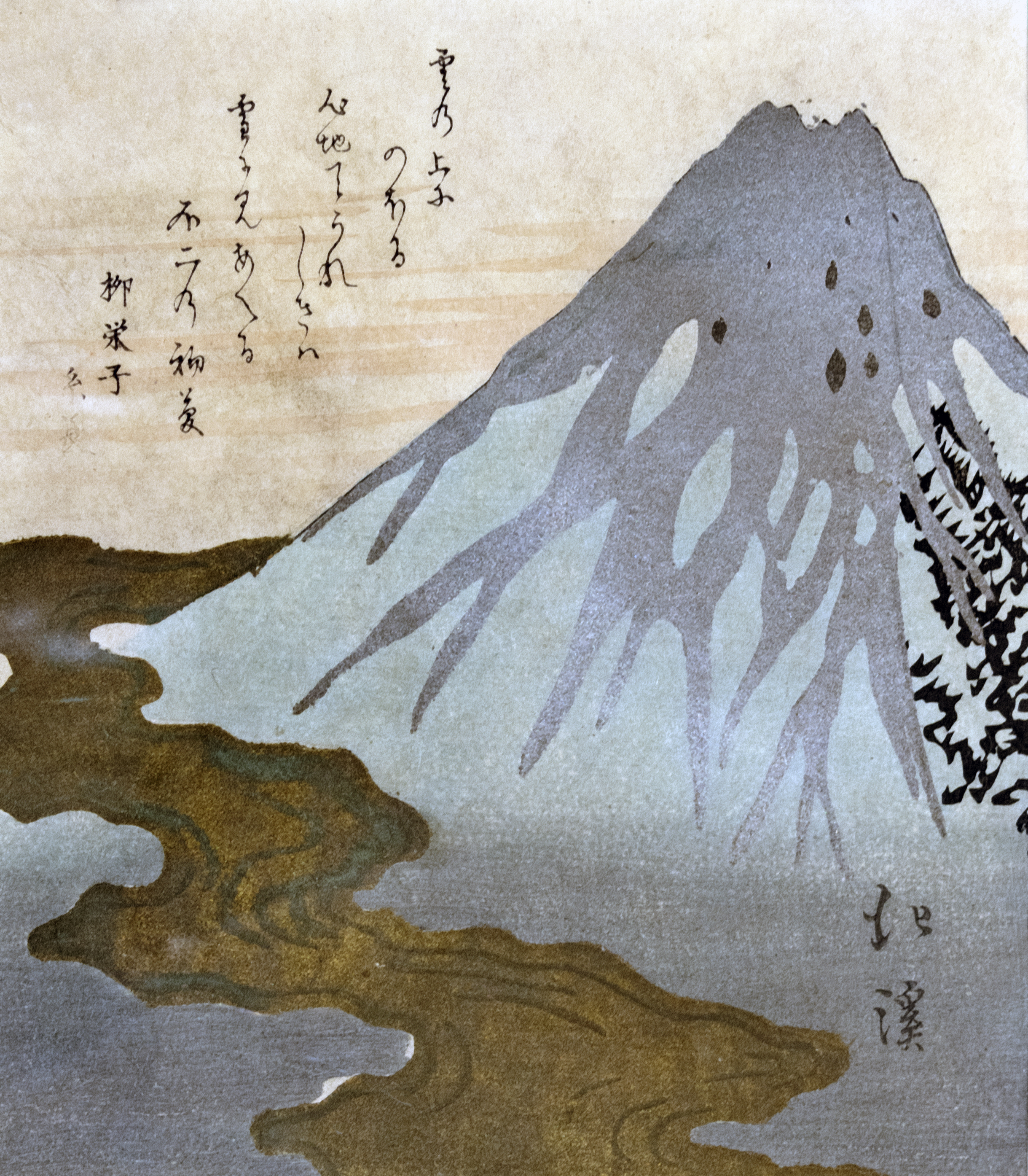
Mont Fuji de Hokkei

Totoya Hokkei (魚屋 北渓, 1780–1850) est un artiste japonais connu pour ses estampes dans le style ukiyo-e. Hokkei a été l'un des premiers et des plus célèbres étudiants de Hokusai. Il a travaillé dans différents styles et genres et a produit un grand corpus d'imprimés, d'illustrations de livres et de peintures. Son travail peut être également signé sous les noms d'artiste Aoigazono (葵園), Aoigaoka (葵岡) et Kyōsai (拱斎).

## Biographie
Né sous le nom d'Iwakubo Tatsuyuki (岩窪 辰行) en 1780 à Edo (Tokyo moderne), Hokkei était d'abord poissonnier avant d'étudier avec Kanō Yōsen'in Korenobu (狩野惟信), la chef de la branche de Kobikichō de l'école Kanō. Plus tard, il devint l'un des premiers étudiants de l'artiste ukiyo-e Hokusai.
La plus ancienne œuvre connue de Hokkei est apparue vers 1800 en tant qu'illustrations pour des livres de poésie waka comique de kyōka, des romans licencieux de sharebon, et de livres de contes d'hanashibon. Au cours de sa période prolifique dans les années 1820 et 1830, il produit un grand nombre d'estampes et d'illustrations de livres.
Hokkei est mort en 1850 à l'âge de 70 ans. Il est enterré dans le temple Ryūhōji à Aoyama. Tout au long de sa vie, il utilisa également les prénoms Hatsugorō (初五郎) et Kin'emon (金市右衛門), ainsi que les noms d'artiste Aoigazono (lang, ja, 葵園), Aoigaoka (葵岡) et Kyōsai (拱斎). Parmi les élèves de Hokkei figurent les noms de Yashima Gakutei, Nishimoto Keisetsu (西本渓雪), Keiri (渓里), Keiyu (渓由), Keigetsu (渓月), Keishō (渓松), Keisei (渓栖) et Keirin (渓林).

## Style
Le travail de Hokkei est simple et clair, et montre l'influence de son maître Hokusai: la série Lieux célèbres de diverses provinces est apparue peu de temps après la populaire Trente-six vues du mont Fuji par Hokusai. Hokkei était un artiste individualiste et polyvalent qui utilisait une grande variété d'approches et travaillait dans des styles différents, allant de ceux rappelant l'ancien artiste d'ukiyo-e Hishikawa Moronobu jusqu'aux méthodes et sujets teintés occidentaux.
Dans les années 1820 et 1830, Hokkei était un illustrateur prolifique d’estampes surimono (il en réalisa au moins huit cents) et de livres (il en illustra une centaine), dont des livres érotiques et un livre de croquis appelé Hokkei Manga (北渓漫画) à la manière du Hokusai Manga.
Un exemple représentatif du travail de Hokkei est l'illustration du roman comique kokkeibon d'Ishikawa Masamochi Hokuri Jūniji (Les douze heures du village du nord, faisant référence au quartier de loisirs de Yoshiwara) . Il a produit quelques séries d’estampes, dont l’une sur des Lieux Célèbres de Diverses Provinces (諸国名所, Shokoku meisho) de quinze estampes, réalisée de 1835 à 1836. Il a également produit des estampes nishiki-e en couleurs dans une grande variété de genres, tels que des estampes de guerres musha-e et des portraits de beautés bijin-ga et a réalisé des peintures nikuhitsuga.

Estampes de Totoya Hokkei
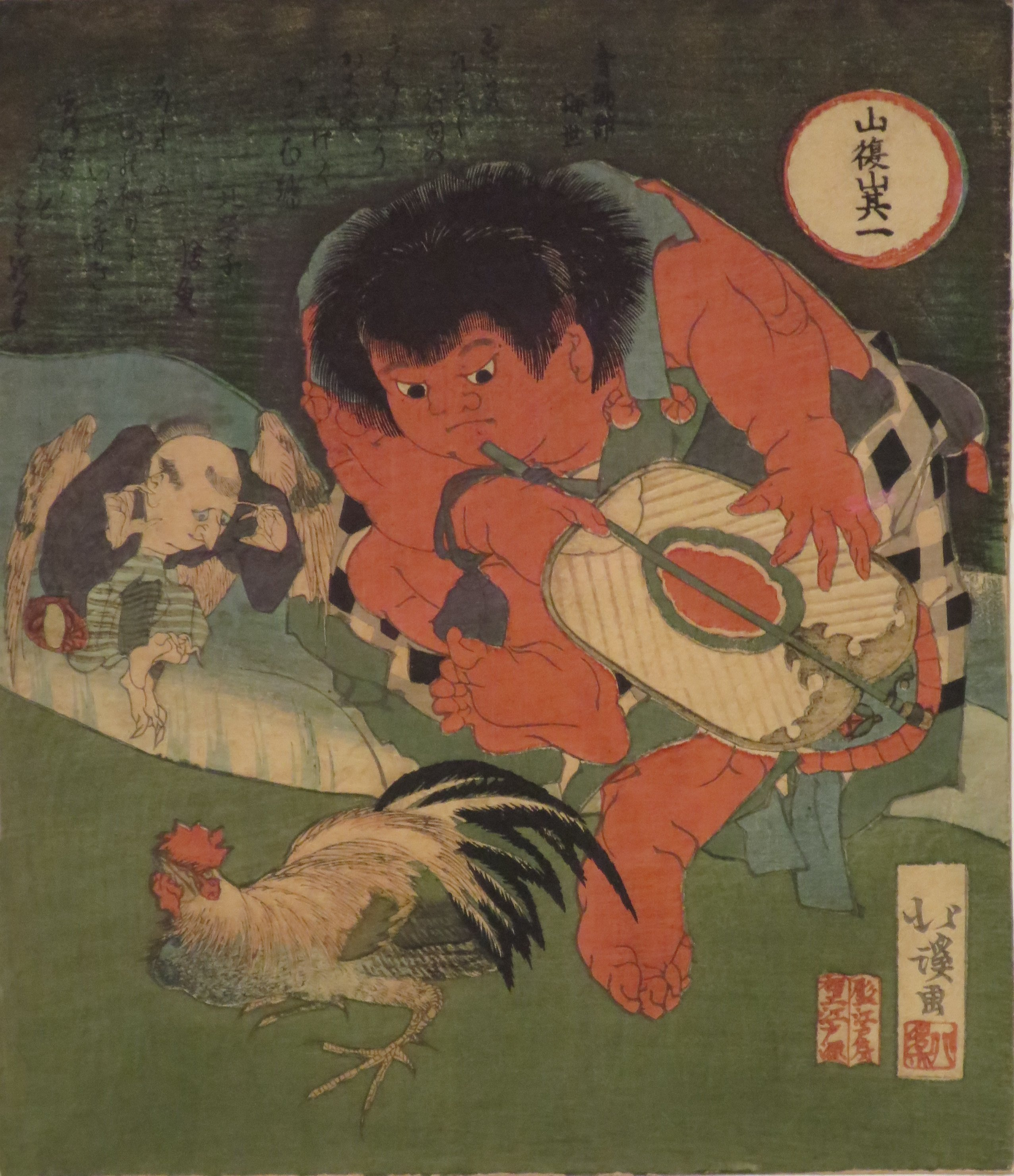
Kintarō arbitre un match entre le coq et Tengu, début du XIXe siècle
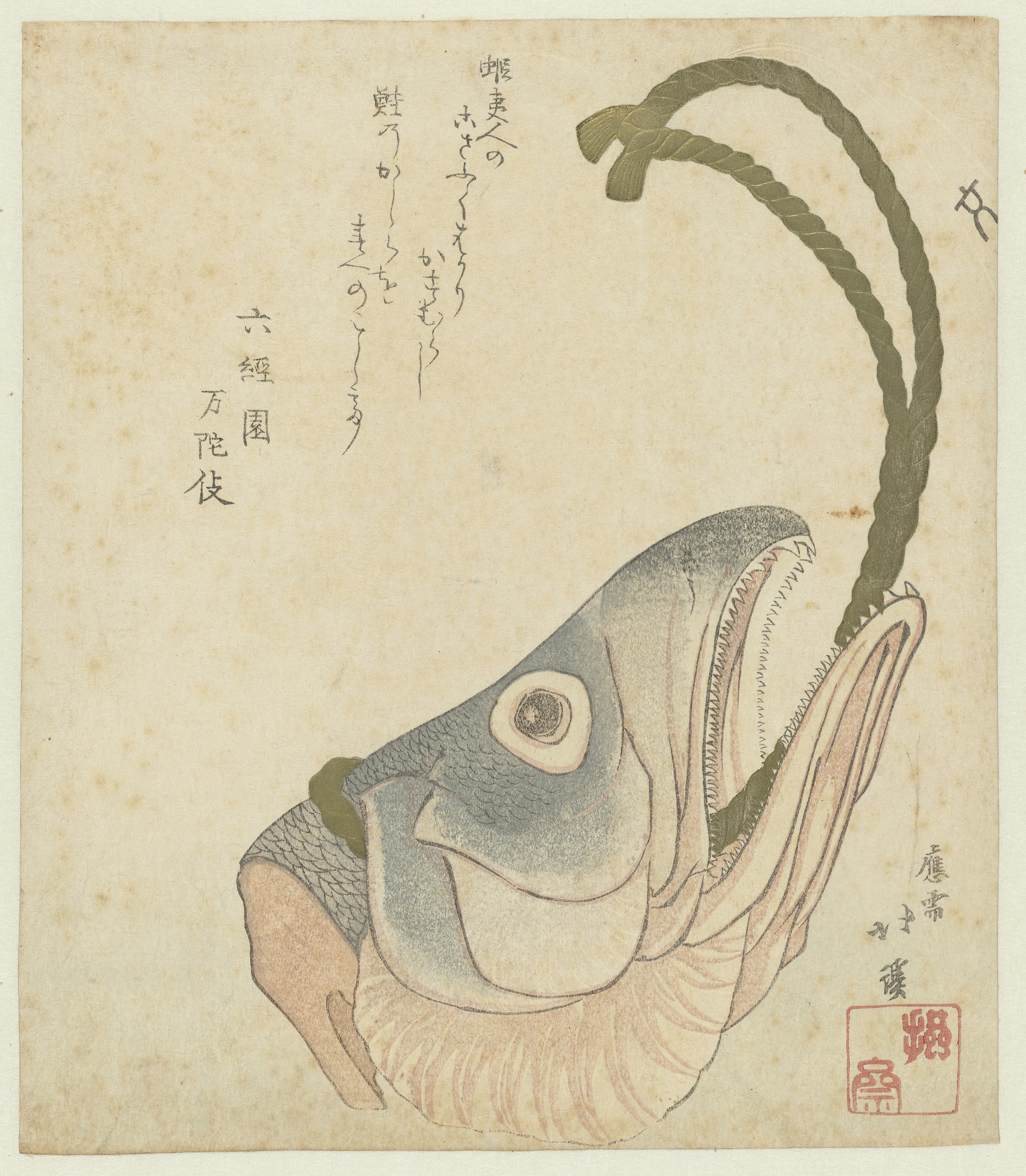
Tête de Saumon, vers 1815–1825
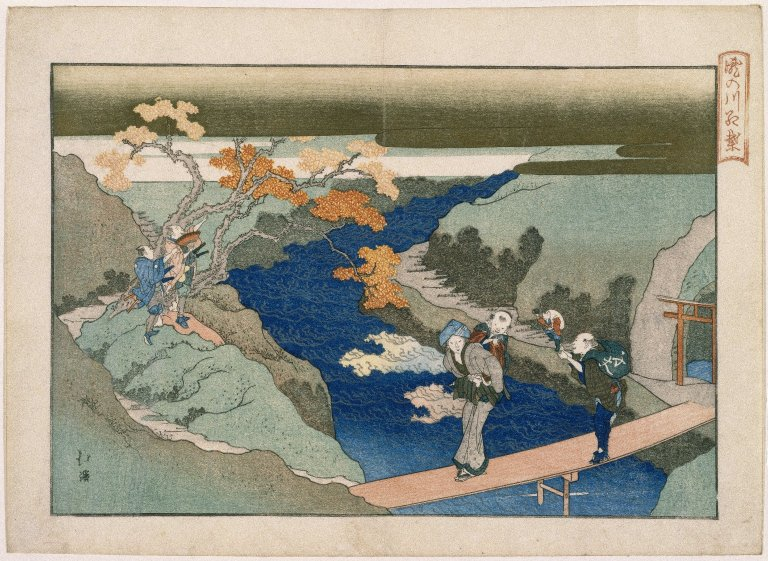
Érables d'automne sur la rivière Takinogawa, vers 1820–1840
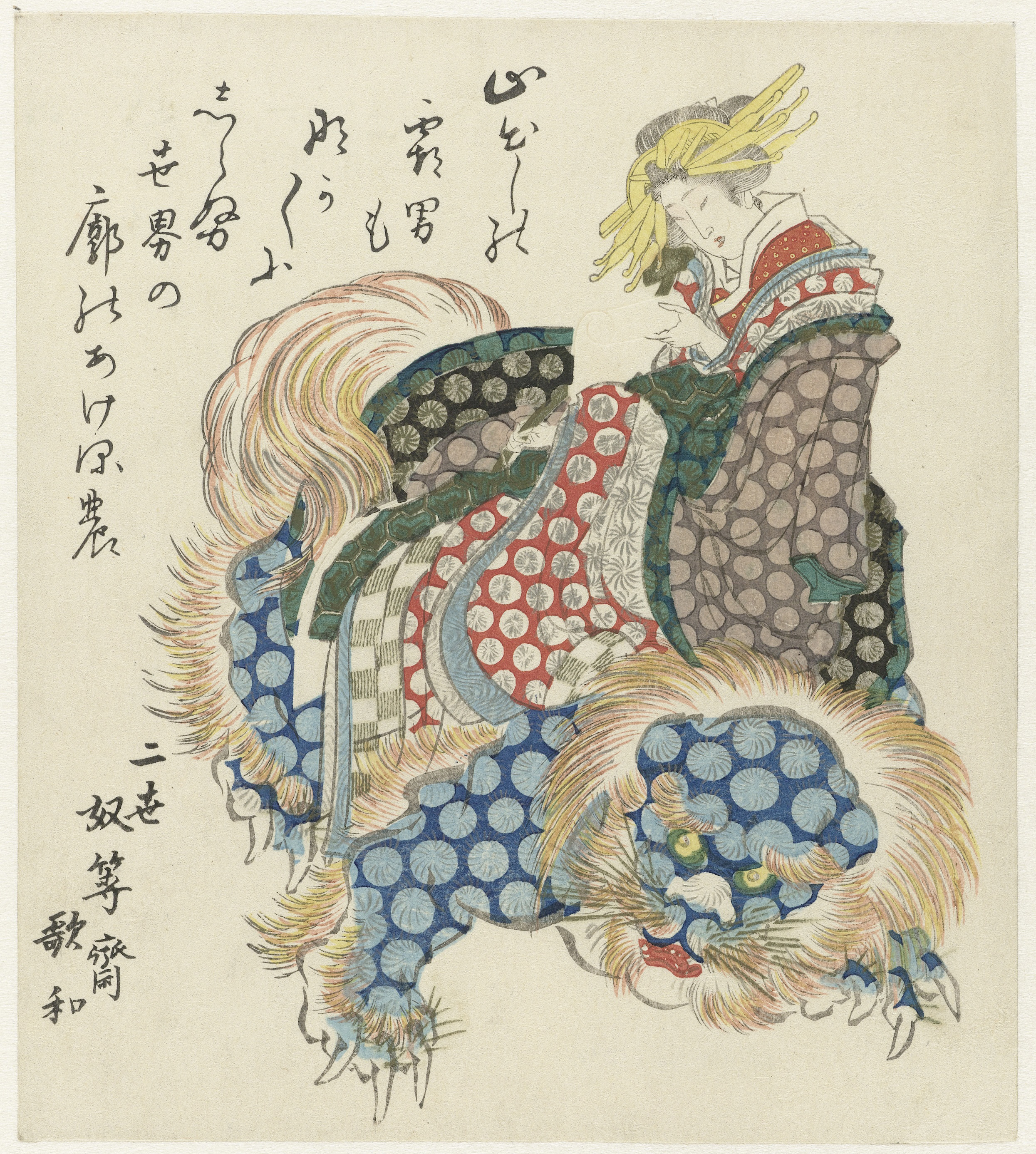
Courtisane chevauchant un lion, vers 1830
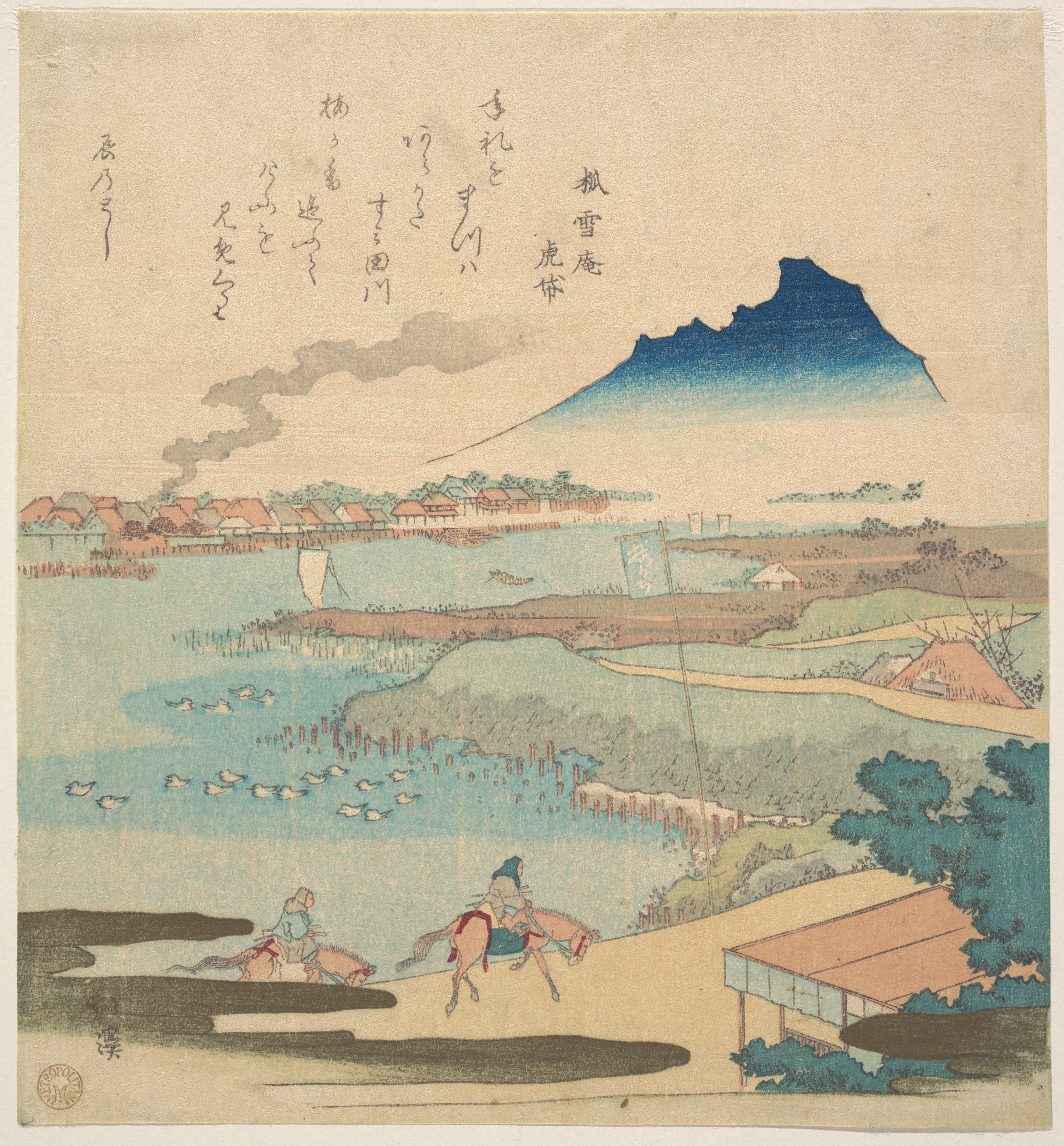
Sumidagawa, vers 1832
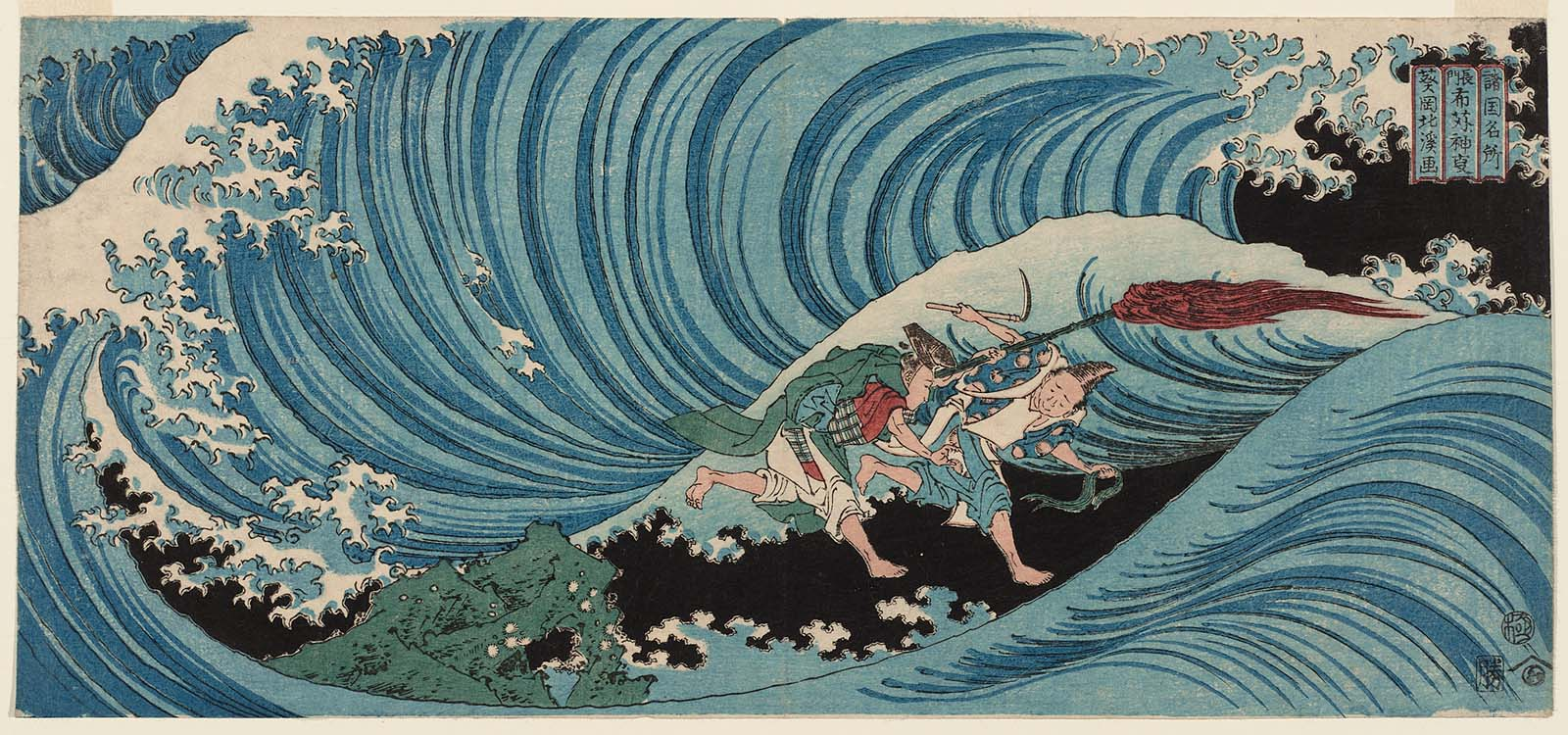
Le rituel de cueillette d'algues à Nagato (Nagato mekari shinji) dans des lieux célèbres des provinces (Shokoku meisho)

Sélections de Hokkei Manga
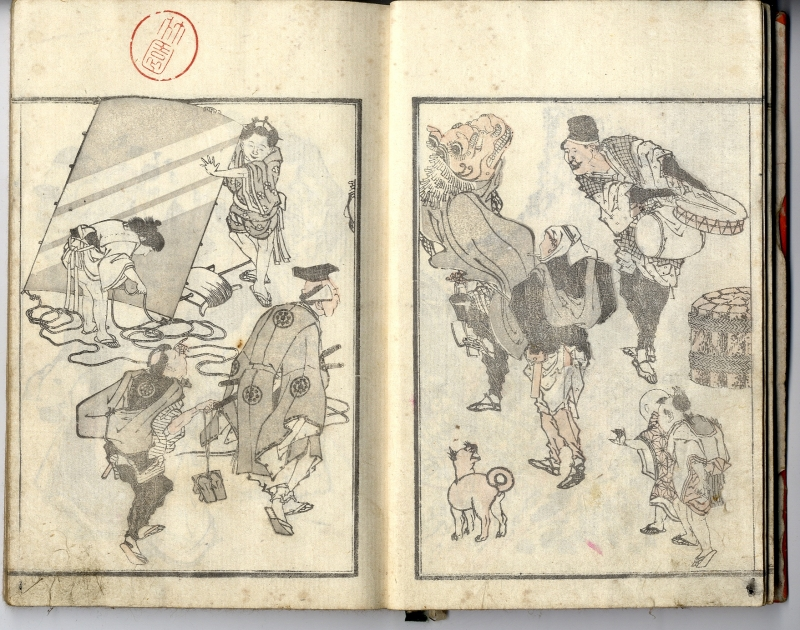
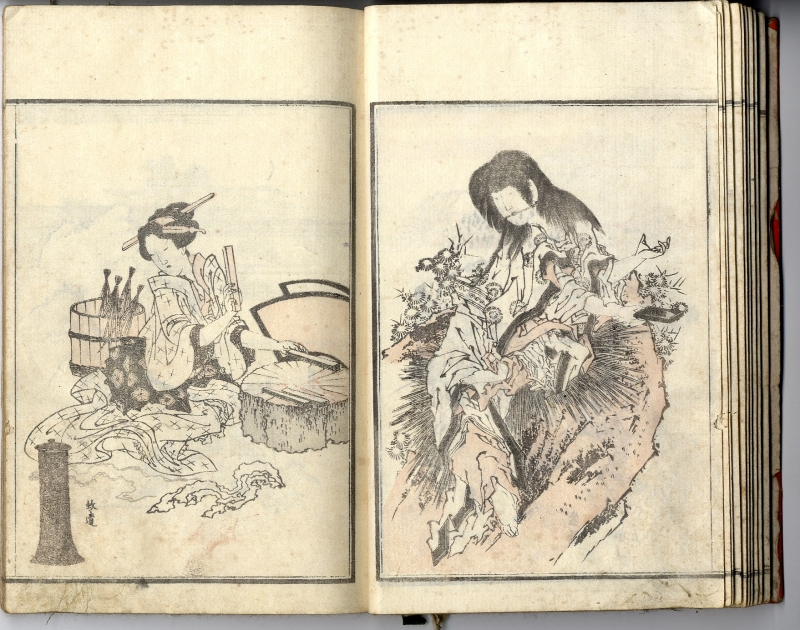
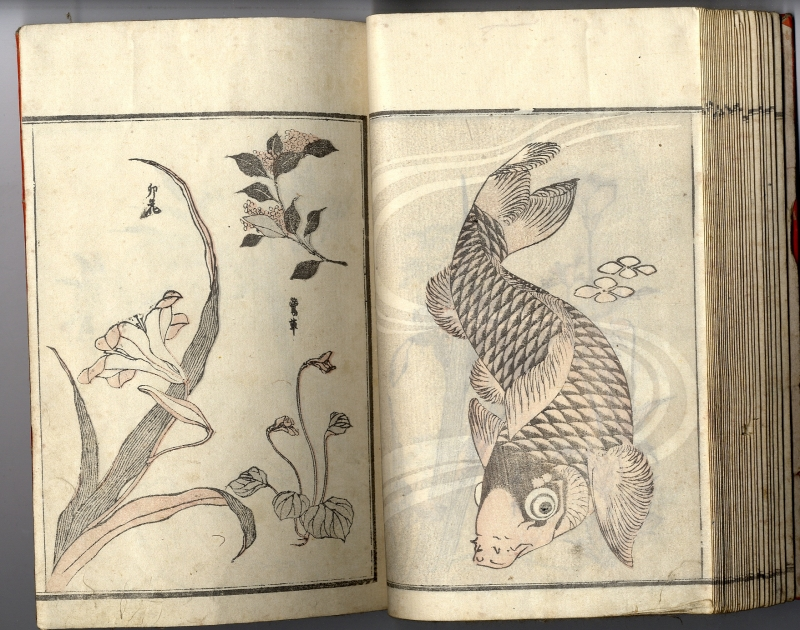
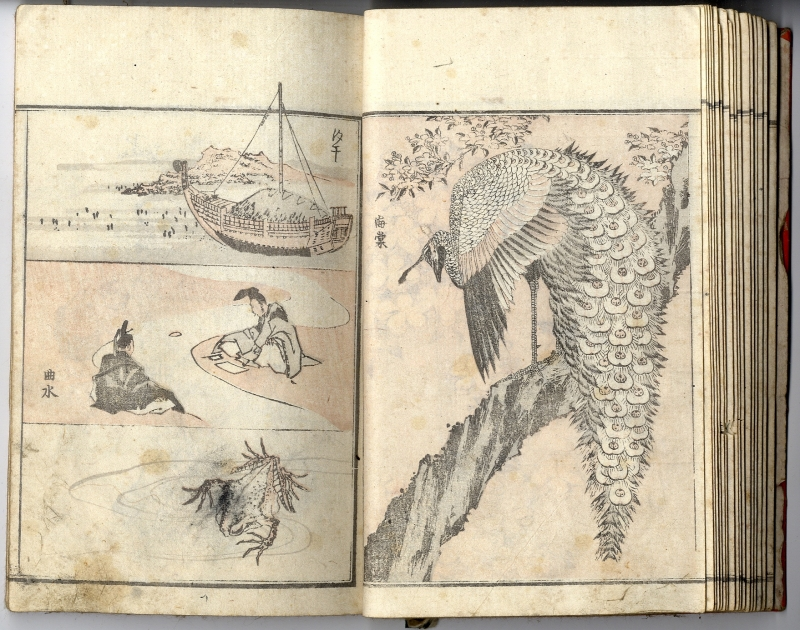